# Jacques Chauviré
 (juillet 2018).
Pour les articles homonymes, voir Chauviré.
Jacques Chauviré, né le 22 février 1915 à Genay et mort à Neuville-sur-Saône le 4 avril 2005, est un écrivain français.

## Biographie
Après ses études secondaires au lycée Ampère de Lyon et de brillantes études de médecine (interne des Hospices Civils de Lyon), Jacques Chauviré s’installe comme médecin-généraliste à Neuville-sur-Saône, où il exercera pendant 40 ans au bout du Quai Armand Barbès au bord de la Saône, paresseuse et mélancolique, comme il aimait la décrire.
Mobilisé, il fait la campagne de 1939-1940 en qualité de médecin auxiliaire dans un régiment d’artillerie.
L’année 1942 est celle de la réouverture d’un cabinet de médecine générale à Neuville-sur-Saône où il exercera jusqu’en 1981, date à laquelle il se retire avec son épouse dans sa maison de Genay.
Témoin de la terrible fusillade du 12 juin 1944, à la Chaumière, il exercera en même temps comme médecin du travail à temps partiel dans l’usine de la T.A.R. de Neuville pendant plusieurs années ; en tant que médecin gériatre, il sera médecin à l’hôpital local de Neuville ainsi qu’au Centre de Moyen et Long séjour (devenu depuis "Centre Hospitalier Gériatrique du Mont-d'Or" ) d’Albigny-sur-Saône.
Grand amateur de football, il fut aussi président du club de football de Neuville, le C.S.N. pendant plusieurs années.
Mais Jacques Chauviré fut également un grand écrivain qui devrait s’imposer parmi les plus remarquables de la seconde moitié du siècle dernier, toute confidentielle qu’ait pu rester longtemps son œuvre.
Jacques Chauviré est né en 1915 à Genay (Rhône). Il ne connut jamais son père, tué lors de la grande guerre, Il était le second fils d’Ivan-Georges Chauviré, sous-lieutenant au 67e Régiment d’Infanterie, tué en Champagne la même année, et de Fanny Mauriat, fille de Étienne-Benoît Mauriat, maire de Genay.
Il s’en inspire largement dans Rurales ;  on ne peut déjà s’empêcher de songer aussi à l’œuvre d’Albert Camus et d’expliquer ainsi, au moins partiellement, la sensibilité et l’intelligence commune qui s’exprimera plus tard dans leur longue correspondance. Ce fut aussi le cas de Jean Reverzy, l’auteur du Passage  (Prix Renaudot 1954) et du Corridor (1958), dont Jacques Chauviré fut le condisciple et l’ami à la faculté de médecine de Lyon.
En effet à la fin des années cinquante, il écrit à Albert Camus, engageant une correspondance dont on trouve un écho dans ses livres, et quelques extraits dans Journal d’un médecin de campagne ; il raconte son métier et ses doutes de médecin sous divers pseudonymes : « Je me posais des questions sur ce que je faisais. J’ai commencé à écrire quelques notes en rapport à mon métier, la solitude dans laquelle je l’exerçais… »   « Je me suis fréquemment  interrogé sur mon métier ; je suis médecin et il me paraît que je n’aurais pas pu faire autre chose ».
En fait, le romancier Jacques Chauviré écrit parce que le Docteur Chauviré n’a trouvé que ce moyen pour s’épancher, et sur son haut-le-cœur viscéral contre l’absurdité de l’existence : « Créer pour détruire, c’est de l’imbécillité », rage-t-il !
C’est Albert Camus qui le présente à l’éditeur Gaston Gallimard qui publiera son premier roman, Partage de la soif, en 1958. Suivront cinq autres romans dont, en 1977, Passage des émigrants : l’histoire, à la fois terriblement commune et infiniment profonde, de quelques-uns de ces « émigrants, » comme nous le sommes tous et qui, au crépuscule de leur vie, commencent leur douloureux voyage vers la mort dans une maison parfois dite de retraite, où l’issue est cependant fatale.
Conscience du médecin qui sait que ses victoires ne sont qu’éphémères que c’est toujours la mort qui aura le dernier mot. Conscience, inhérente à toute vie, et que la vieillesse rend simplement plus intense, jusqu’au désespoir. « Tout corps prépare sa propre déchéance. La mort n’est qu’un suicide méconnu. »
Curieusement, on remarquera que quittant son cabinet situé au bord  de la  Saône qu’il a tant aimée, il passera ses dernières années et il finira sa vie dans un immeuble dénommé : « le Passage. »
De 1958 à 1980 Les éditions Gallimard publieront six romans de Jacques Chauviré. 
- Partage de la soif
- Les Passants (Prix Littré 1963)
- La Terre et la Guerre
- La Confession d’hiver
- Passage des émigrants
- Les Mouettes sur la Saône.

À la maison du Livre de Pérouges, il publie en 1985 deux nouvelles : Rurales, avec des illustrations de Jacques Truphémus, et Fins de journées, un recueil de nouvelles est publié en 1990 sans grand succès au Dilettante, qui réimprime également en 2000 Partage de la soif, puis en 2001 Les Passants.
Enfin en 2003, à l’âge de 88 ans, les éditions Le temps qu'il fait publient un court roman, Elisa, qui raconte son premier amour d’enfant de 5 ans pour une jeune fille de 18 ans. Ce livre a été salué par l’ensemble de la critique comme un bijou de littérature intemporelle (il était cité notamment dans les trois livres « coups de cœur » de la FNAC pour Noël 2003).
Cette même maison a livré, en 2006, huit nouvelles de Jacques Chauviré, composées pour la plupart durant sa  période de silence, et rassemblées en un ouvrage de 200 pages sous le titre Massacre en septembre, ainsi qu’un autre inédit, retrouvé en 2014, intitulé Fils et mère.
Jacques Chauviré aurait mérité une carrière littéraire plus brillante, mais il était un homme modeste et d’une grande pudeur. Un matin à l’hôpital de Neuville il a demandé  à être remplacé pour le lendemain auprès de ses malades. Le lendemain soir il était présenté à Apostrophes par Bernard Pivot ! Il ne  l’avait pas dit ! À l’hôpital, il n’en a parlé à personne ni avant, ni après, comme si le médecin et l’écrivain était étrangers l’un pour l’autre.
Jacques Chauviré a eu cet art de la description d'un milieu et d'un caractère. 
Il porte sur les êtres un regard d'une acuité rare, où se mêlent tout à la fois humanisme et certaine forme de compassion retenue.
Depuis novembre 2007, son nom honore la salle de lecture de la médiathèque de Neuville-sur-Saône.

## Œuvres
- Partage de la soif (Gallimard, 1958, réédité par Le Dilettante en 2000)
- Les Passants (Gallimard, 1961, réédité par Le Dilettante en 2001)
- La Terre et la Guerre (Gallimard, 1964, réédité par Le temps qu’il fait en 2008)
- La Confession d'hiver (Gallimard, 1971, réédité par Le temps qu’il fait en 2007)
- Passage des émigrants (Gallimard, 1977, réédité par Le Dilettante en 2003)
- Les Mouettes sur la Saône (Gallimard, 1980, réédité par Le temps qu’il fait en 2004)
- Rurales (avec six illustrations de Jacques Truphémus, Maison du Livre de Pérouges, 1983, textes repris par Le temps qu'il fait dans Massacre en septembre, 2006)
- Fins de journées (Le Dilettante, 1990)
- Élisa (Le temps qu’il fait, 2003)
- Journal d'un médecin de campagne (Le temps qu’il fait, 2004 – posthume)
- Massacre en septembre (Le temps qu’il fait, 2006 – posthume)
- Fils et mère (Le temps qu’il fait, 2014 – posthume)

Traduction
- (de) Der eigene Anteil (Partage de la soif, 1958) à partir d'octobre 2012 chez Lilienfeld Verlag Düsseldorf (R.F.A.),  (ISBN 978-3-940357-30-4)